# Eo biển Dover
Eo biển Dover hay eo biển Calais (tiếng Anh: Strait of Dover hay Dover Strait; tiếng Pháp: Pas de Calais (IPA: [pɑ də kalɛ])) là khúc hẹp nhất của eo biển Manche giữa Anh và Pháp. Đây là nơi gần lục địa châu Âu nhất của nước Anh. Khoảng cách gần nhất là từ Nam Foreland, 33,1 km (20.6 miles) nằm phía đông bắc của Dover ở hạ Kent, Anh, tới Cap Gris Nez, một vịnh gần Calais, một tỉnh của Pas-de-Calais, Pháp. Giữa 2 điểm này cũng là tuyến đường được ưa chuộng nhất của những người muốn bơi qua eo biển Manche.
Vào một ngày đẹp trời, người ta có thể nhìn thấy bờ biển bên kia, từ Anh sang Pháp và ngược lại. Nổi tiếng nhất là cảnh vách đá trắng của Dover nhìn từ bờ biển Pháp.

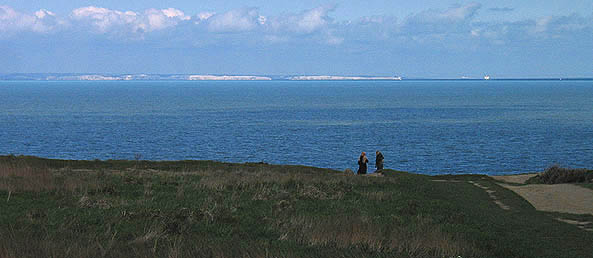
Cảnh nhìn sang bờ biển Anh từ Pháp